# Mordella metallica
Mordella metallica es una especie de coleóptero de la familia Mordellidae.

## Distribución geográfica
Habita en México.